# Eduardo Chillida

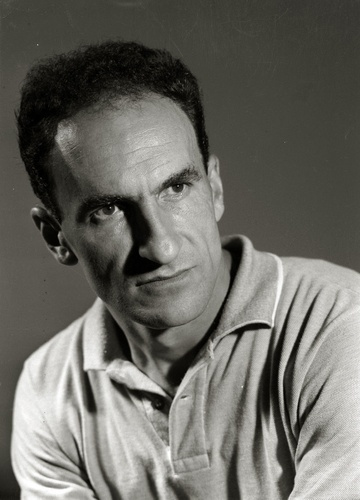
Eduardo Chillida

Eduardo Chillida Juantegui, född 10 januari 1924 i San Sebastián, död 19 augusti 2002 i San Sebastian, var en baskisk-spansk skulptör. 
Eduardo Chillida utbildade sig till arkitekt 1942-47 på Universidad Politécnica de Madrid. Han lämnade denna yrkesbana 1947 och flyttade till Paris 1948 för att ägna sig åt skulptur. Han hade sin första utställning i Paris 1950.
År 1951 återvände han till sin födelsestad San Sebastián i den baskiska delen av Spanien. Han var gift sedan 1950 med Pilar Belzunce (född 1925).
Eduardo Chillada och hans familj har uppfört Museo Chillada-Leku i Hernani, nära San Sebastián, med en skulpturpark med verk av Chillida.
Eduardo Chillida fick år 1987 Prinsen av Asturiens pris.

## Offentliga verk i urval
- Berlin (1999), cortenstål, framför Bundeskanzleramt i Berlin i Tyskland
- De Música IV (1999), cortenstål, Münsterplatz, Bonn i Tyskland
- Buscando la Luz (1997), cortenstål, framför Pinakothek der Moderne i München i Tyskland
- Juala de la libertad (1996), cortenstål, Landeszentral Bank Markt, Trier i Tyskland
- Lotura XXX (1992), cortenstål, Musée Olympique i Lausanne i Schweiz
- Diálogo-Tolerancia (1992), cortenstål, rådhusets innegård, Münster i Tyskland
- Estela a Rafi Balerdi (1992), cortenstål, Pico del Loro i San Sebastian i Spanien
- Helsinki (1991), cortenstål, Porthaniaplatsen i Helsingfors
- Elogio del Horizonte (1989), betong, Cerro de Santa Catalina i Gijón i Spanien
- Zuhaitz V (1989), cortenstål, Parc Albert Michallon i Grenoble i Frankrike
- La Casa de Goethe (1986), betong, Taunus Anlage i Frankfurt am Main i Tyskland
- Topos V (1985), cortenstål, Plaza del Rey i Barcelona i Spanien
- El peine del viento (1977), västra sidan av La Concha-bukten utanför San Sebastián i Spanien
- Rymdfält av fred (Campo Espacio de Paz II, 1972), diabas, Stortorget i Lund
- Monumento Düsseldorf (1971), cortenstål, Thyssen Gebäüde, Düsseldorf i Tyskland
- Peine del Viento VI (1968), cortenstål, Unescos huvudkontor i Paris i Frankrike

## Bildgalleri

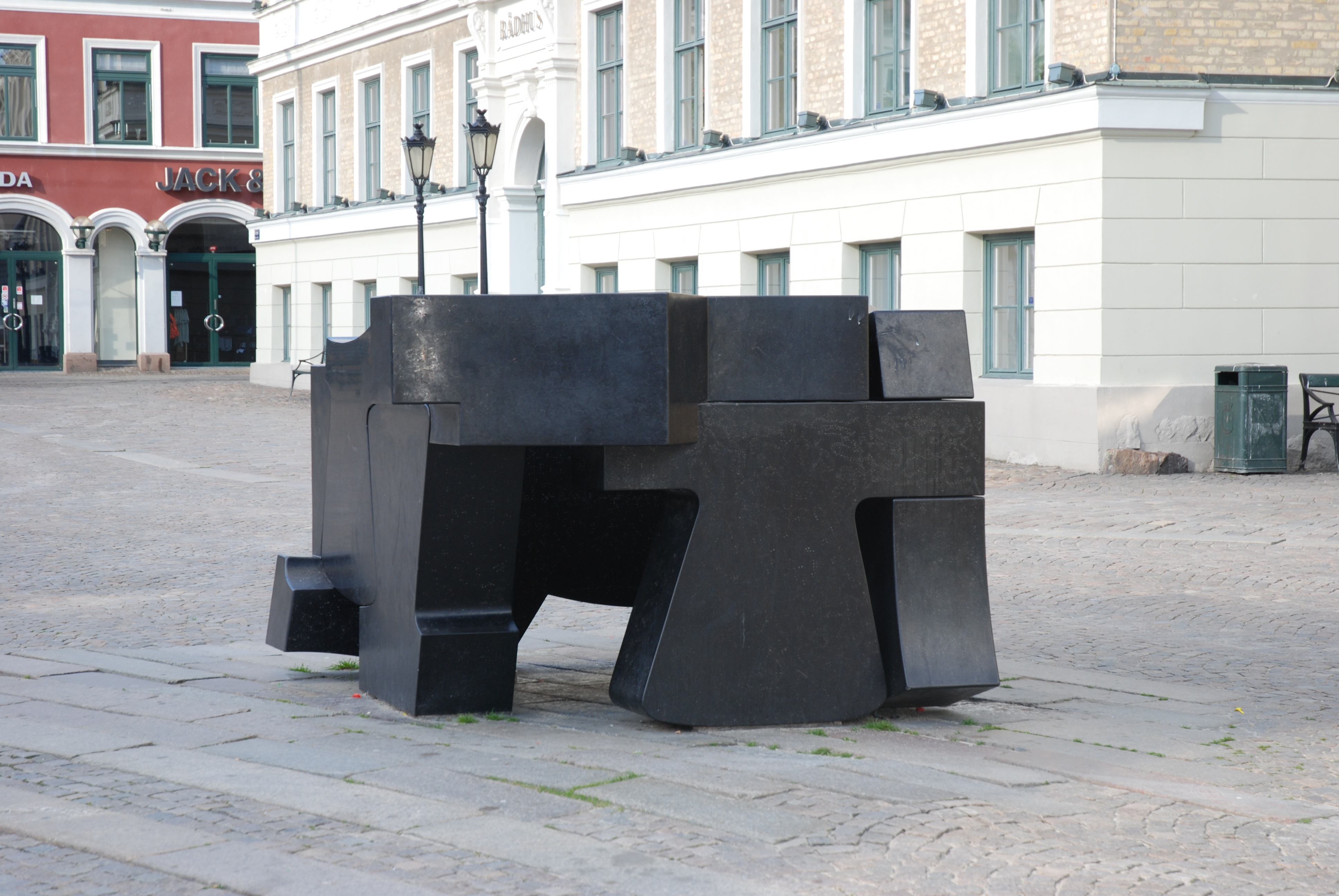
Rymdfält av fred, Stortorget i Lund
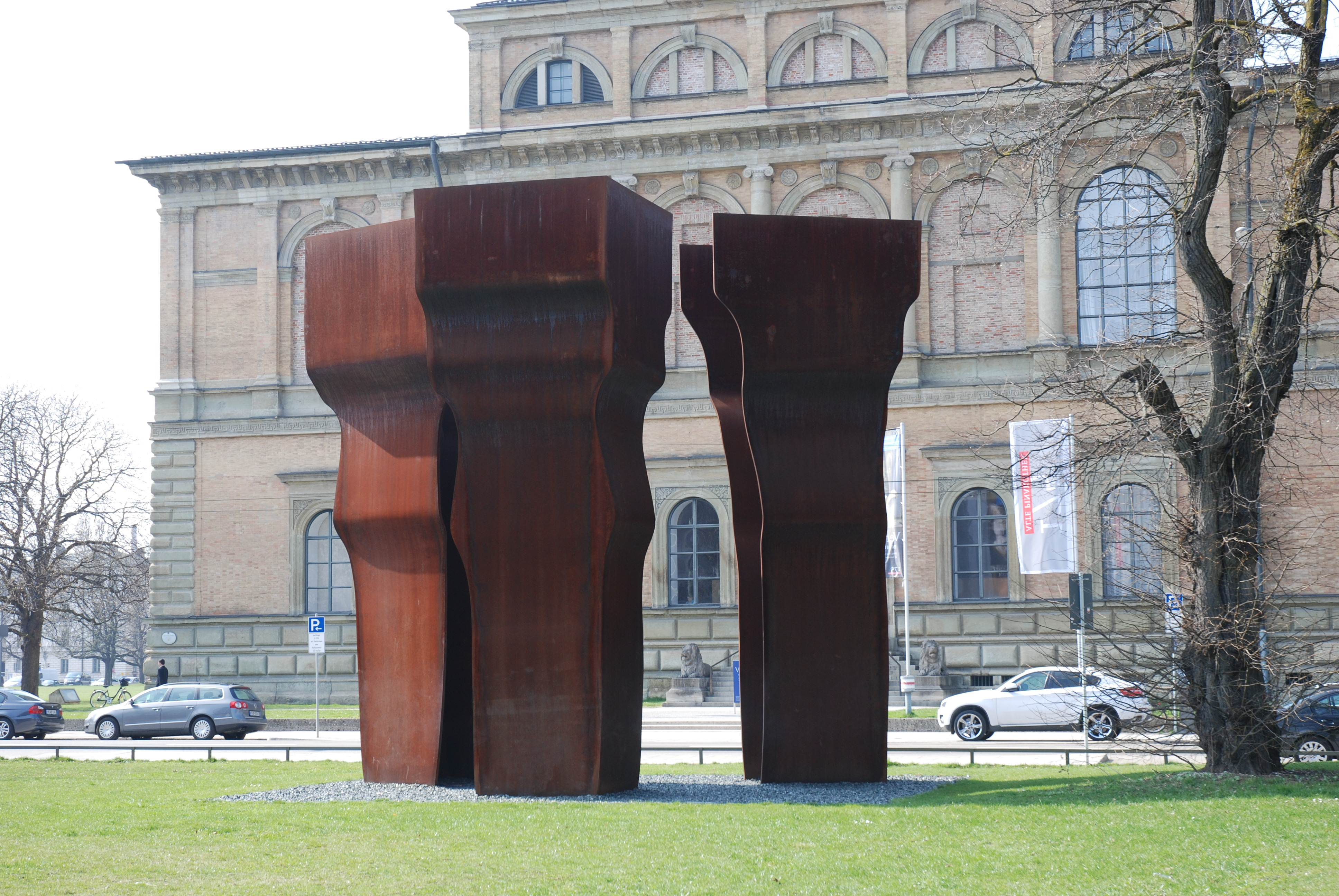
Buscando la luz i Skulpturenpark Pinakotheken i München
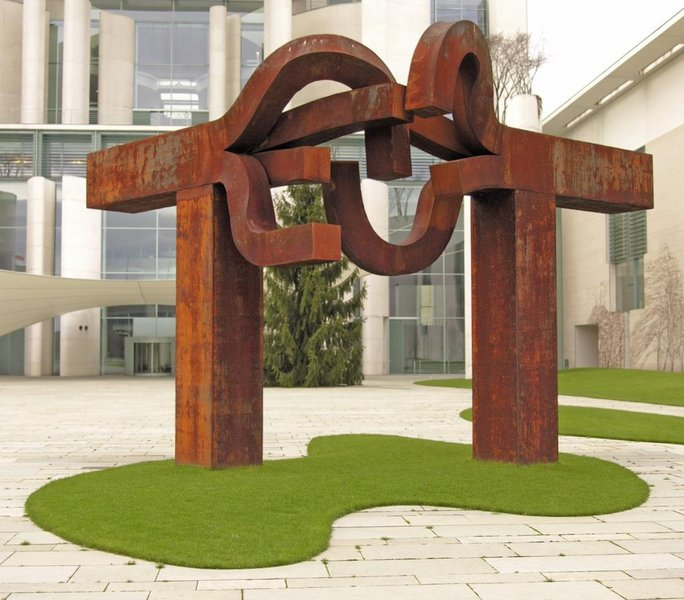
Berlin, framför Bundeskanzleramt i Berlin, Tyskland
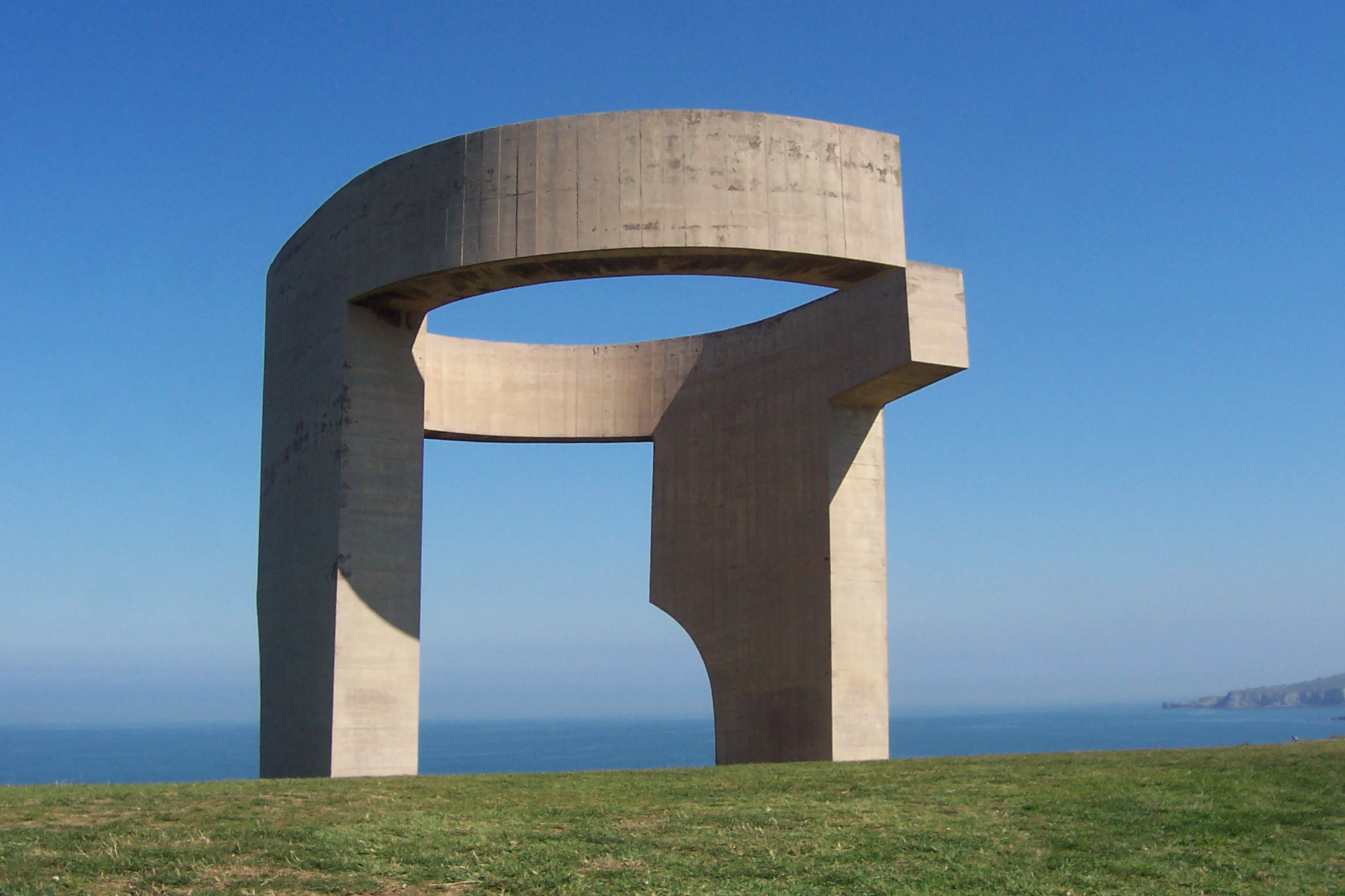
Elogio del Horizonte, Gijón, Spanien
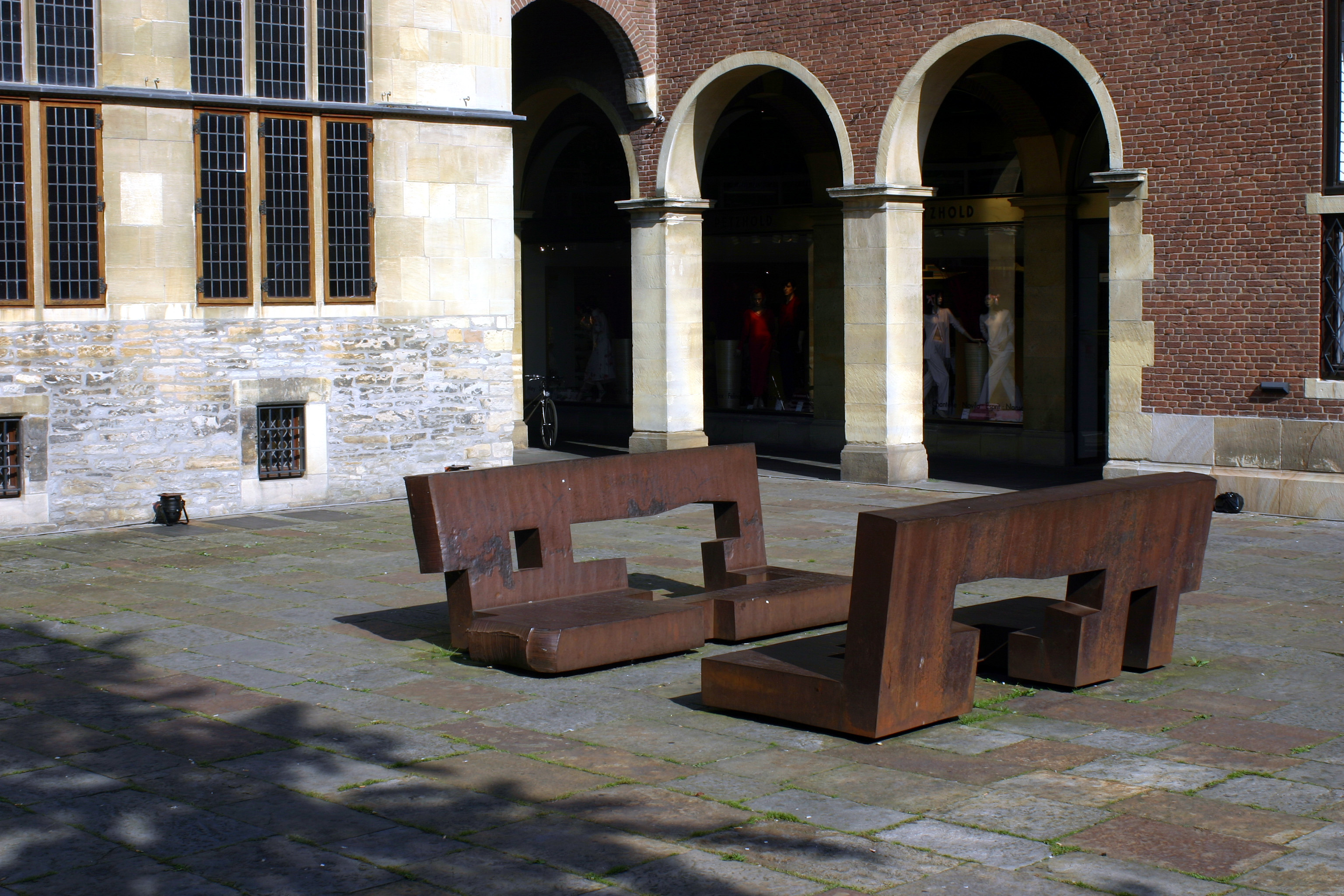
Toleranz durch Dialog, Münster, Tyskland
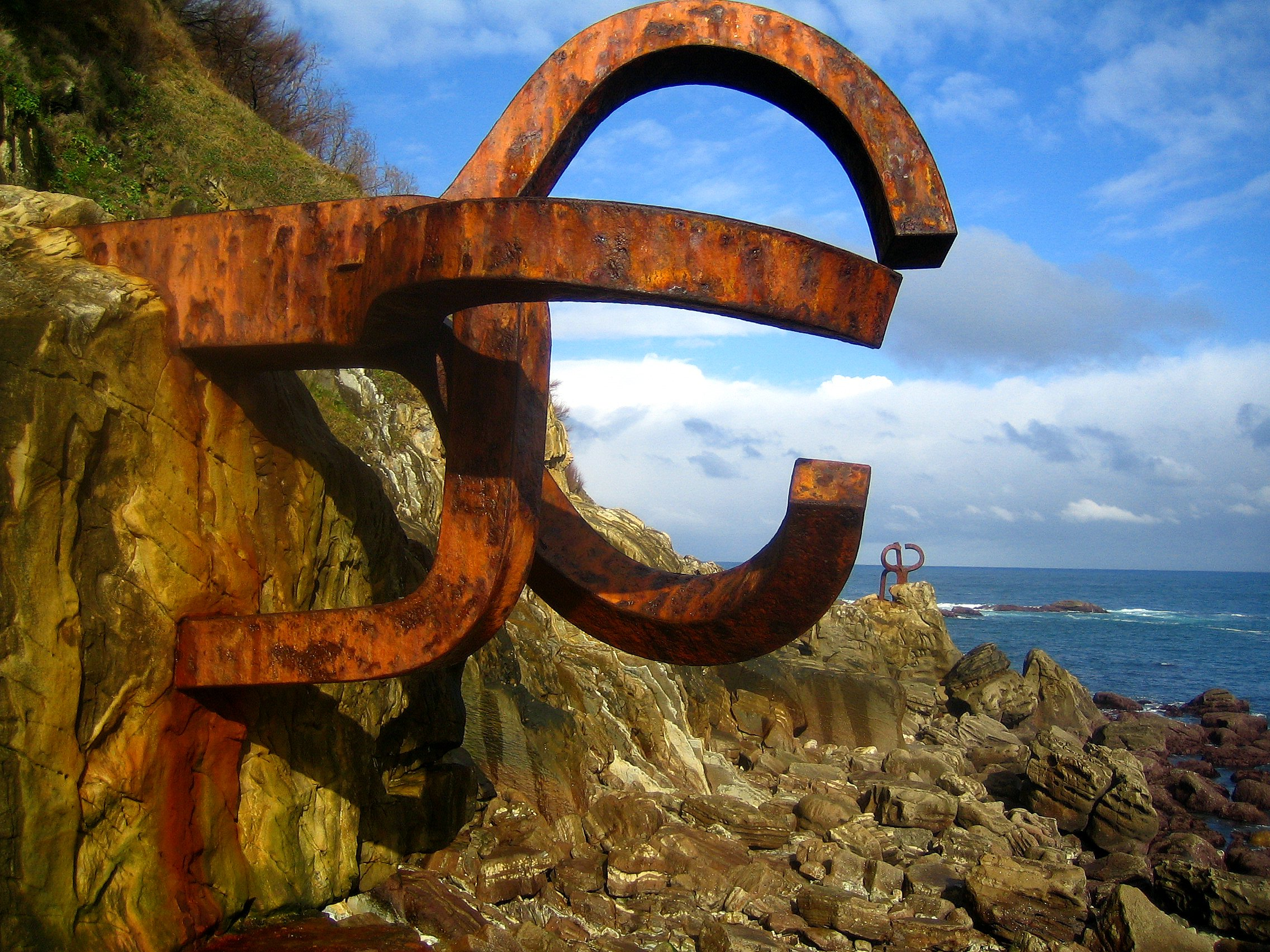
El Peine del viento, San Sebastián, Spanien